# Hate That I Love You
"Hate That I Love You" je pjesma pop i R&B pjevačice Rihanne. Objavljena kao treći singl s njenog trećeg studijskog albuma, Good Girl Gone Bad. Pjesma je duet s R&B-pop pjevačem Ne-Yo-om, koji je i prije radio s Rihannom, doprinio je njenom hitu iz 2006. godine, pjesmi "Unfaithful".

## O pjesmi
Pjesmu je producirao produkcijski duo Stargate, koji je također producirao Rihanninu pjesmu "Unfaithful", a i pjesmu "Sexy Love" od Ne-Yo-a. 
Pjesma je nominirana za nagrade Grammy za najbolju R&B pjesmu i za najbolji R&B natup dueta ili grupe s vokalima na 50. dodjeli Grammy nagrada.
U intrevjuu, Rihanna je rekla:

### Uspjeh na top ljestvicama
"Hate That I Love You" debitirala je na 24. mjestu Billboard Bubbling Under Hot 100 Singles ljestvice 30. kolovoza 2007. godine, a istog dana pojavila se naBillboard Pop 100 ljestvici na 85. mjestu i Billboard Bubbling Under R&B/Hip-Hop Singles ljestvici na 6. mjestu. Pjesma je debitirala na 98. mjestu na ljestvici Billboard Hot 100, a nakon 5 tjedana provedenih na tom mjestu, popela se na 7. mjesto i tako postala Rihannin šesti singl koji je završio između prvih 10 mjesta na toj ljestvici, i prvi poslije singla "Umbrella". Pjesma se popela na 12. mjesto na ljestvici “Billboard” Pop 100 istog tjedna. Pjesma je također postala hit u Kanadi, završila je na 17. mjestu kanadske službene top ljestvice.
U Ujedinjenom Kraljevstvu, singl je završio na 15. mjestu. U Australiji, "Hate that I Love You" debitirao je na 48. mjestu na službenoj top ljestvici, i spustio se na 49. mjesto sljedećeg tjedna. Trećeg tjedna na ljestvici, singl se popeo na 18. mjesto, i tako se uspeo za 31 mjesto i postao singl s najvećim usponom u povijesti službene australske ARIA top ljestvice. Na kraju je završio na 14. mjestu te ljestvice. U Španjolskoj, španjolska inačica pjesme, duet s Davidom Bisbalom, debitirala je na 5. mjestu top ljestvice digitalnog preuzimanja, i završila na 3. mjestu nakon 3 tjedna na ljestvici.

### Različite inačice
Nova inačica pjesme, nazvana "Cómo Odio Amarte", objavljena je na Internetu 2. prosinca 2007. godine. Španjolski pjevač David Bisbal pjeva dio koji pjeva Ne-Yo u originalnoj inačici na španjolskom jeziku, ali Rihannini dijelovi su na engleskom jeziku, tako da su Davidovi vokali samo dodani u originalnu inačicu pjesme, a Ne-Yo-ovi izrezani. Ova inačica pjesme je objavljena na bonus disku Bisbalovog albuma Premonición DVD i na re-izdanju Rihanninog albuma Good Girl Gone Bad.
Rihanna i David Bisbal pjevali su "Hate That I Love You" 8. srpnja 2008. godine na španjolskoj inačici showa Operacija Trijumf.
Još dvije inačice pjesme nalaze se na azijskom izdanju Rihanninog albuma Good Girl Gone Bad: Reloaded. Pjevač iz Hong Konga Hins Cheung (Cheung King Hin), pjeva Ne-Yo-ov dio na mandarinskom i kantonskom kineskom jeziku, a Rihannin dio je na engleskom jeziku u obe inačice.

## Popis pjesama
Promotivni CD singl za tržište SAD-a (DEFR16755-2)
1. "Hate That I Love You" (radio)
2. "Hate That I Love You" (instrumentalno)

Njemački Maxi CD singl (602517537866)
1. "Hate That I Love You"
2. "Hate That I Love You" (K-Klassic Remix)
3. "Hate That I Love You" (instrumentalno)
4. "Hate That I Love You" (spot)

Europski CD singl (602517513693)
1. "Hate That I Love You"
2. "Hate That I Love You" (K-Klassic Remix)

## Videospot
Spot za pjesmu snimljen je 13. kolovoza 2007. godine u Los Angelesu. Redatelj je bio Anthony Mandler. Premijera spota desila se na Rihanninoj službenoj web stranici 24. rujna 2007. Spot je debitirao na TRL-u 1. listopada 2007. godine. Spot prikazuje Rihannu i Ne-Yo-a kako pjevaju na dvije različite lokacije i nedostaju jedno drugom, a na kraju pjevaju u svojim ljubavnicima.
Spot za verziju pjesme koja je duet s Davidom Bisbalom je isti kao onaj originalni, sam s Davidom umjesto Ne-Yo-a.
Na Youtube-u službeni spot je pregledan više od 50 milijuna puta.

## Top ljestvice
| Top ljestvica (2007./2008.)         | Najviša pozicija |
| ----------------------------------- | ---------------- |
| Australija                          | 14               |
| Austrija                            | 14               |
| Belgija                             | 23               |
| Kanada                              | 17               |
| Danska                              | 30               |
| Nizozemska                          | 7                |
| Francuska                           | 16               |
| Njemačka                            | 11               |
| Irska                               | 13               |
| Italija                             | 61               |
| Novi Zeland                         | 6                |
| Rumunjska                           | 11               |
| Španjolska                          | 3                |
| Švedska                             | 10               |
| Švicarska                           | 13               |
| Ujedinjeno Kraljevstvo              | 15               |
| SAD Billboard Hot 100               | 7                |
| SAD Billboard Hot R&B/Hip-Hop Songs | 20               |
| SAD Billboard Pop 100               | 7                |

## Certifikacije
| Država     | Certifikacija | Prodaja  |
| ---------- | ------------- | -------- |
| Španjolska | 3x platinasta | 120,000+ |